# チビトケ
チビトケ（Cibitoke）は、ブルンジ・ブジュンブラ県の都市。チビトケ郡（コミューン）の行政中心地。ブルンジ西部、国道5号線沿いに位置する。コンゴ民主共和国との国境にほど近い。人口は17,303人（2012年推計）。
1982年から2025年まで存在したチビトケ県の県都であった。

## 出身人物
- Odette Ntahonvukiye - 柔道家